# Jack Raftery
Jack Raftery (* 26. April 2001 in Dublin) ist ein irischer Sprinter, der sich auf den 400-Meter-Lauf spezialisiert hat.

## Sportliche Laufbahn
Erste internationale Erfahrungen sammelte Jack Raftery im Jahr 2019, als er bei den U20-Europameisterschaften in Borås mit der irischen 4-mal-400-Meter-Staffel in 3:11,51 min den siebten Platz belegte. 2021 kam er bei den U23-Europameisterschaften in Tallinn über 400 Meter in der Vorrunde nicht ins Ziel und im Jahr darauf erreichte er bei den Weltmeisterschaften in Eugene das Finale in der Mixed-Staffel und klassierte sich dort mit 3:16,86 min auf dem achten Platz. 2023 wurde er bei der 3. Liga der Team-Europameisterschaft im Zuge der Europaspiele in Chorzów in 46,76 s Dritter über 400 Meter. Anschließend belegte er bei den U23-Europameisterschaften in Espoo in 46,00 s den siebten Platz im Einzelbewerb und verpasste mit der Staffel mit 3:06,34 min den Finaleinzug. Im August belegte er bei den Weltmeisterschaften in Budapest in 3:14,13 min den sechsten Platz in der Mixed-Staffel. Im Jahr darauf kam er bei den Europameisterschaften in Rom mit 3:04,41 min nicht über den Vorlauf mit der Männerstaffel hinaus. Bei den World Athletics Relays 2025 in Guangzhou kam er sowohl in der Mixed-Staffel als auch in der Männerstaffel über 4-mal 400 Meter zum Einsatz. Ende Juni wurde er bei der 2. Liga der Team-Europameisterschaft in Maribor in 44,98 s Vierter im A-Lauf über 400 Meter und wurde mit der Mixed-Staffel in 3:15,71 min Dritter im A-Lauf. Anschließend belegte er bei den World University Games in Bochum in 45,69 s den vierten Platz über 400 Meter.
2024 wurde Raftery irischer Meister im 400-Meter-Lauf im Freien sowie 2023 in der Halle.

## Persönliche Bestzeiten
- 400 Meter: 44,98 s, 28. Juni 2025 in Madrid
  - 300 Meter (Halle): 33,27 s, 7. Dezember 2022 in Athlone (irischer Rekord)
  - 400 Meter (Halle): 46,37 s, 19. Februar 2023 in Dublin